# 埃律特莱亚
埃律特莱亚古希腊城邦，位于伊奥尼亚爱琴海沿岸（今土耳其伊兹密尔省切什梅附近）的一个半岛，与希腊希俄斯岛相对，伊奥尼亚联盟城邦之一。据记载当地出产知名葡萄酒。